# Graçay
Graçay är en kommun i departementet Cher i regionen Centre-Val de Loire i de centrala delarna av Frankrike. Kommunen ligger  i kantonen Graçay som tillhör arrondissementet Vierzon. År 2022 hade Graçay 1 245 invånare.

## Befolkningsutveckling
Antalet invånare i kommunen Graçay
Referens:INSEE